# Viviana Waisman
Viviana Waisman (Nueva York) es una abogada estadounidense experta en derechos de las mujeres y en derecho internacional de los derechos humanos. En el año 2001, fundó Women's Link Worldwide. Fue presidenta y directora ejecutiva de Women's Link hasta el año 2022, cuando Jovana Ríos Cisnero se convirtió en la nueva Directora Ejecutiva de la organización.
Actualmente, está trabajando en una nueva iniciativa llamada Gen Equity Institute, que busca un cambio de paradigma en el enfoque de enseñanza y aprendizaje del derecho de los derechos humanos y en las formas de utilizar el derecho de manera creativa.

## Trayectoria
La familia de Waisman era originaria de Europa del Este. Sus abuelos emigraron desde allí a principios del siglo XX y se asentaron en Argentina. Posteriormente, sus padres se vieron obligados a abandonar Argentina como consecuencia de un golpe de Estado y emigraron a Estados Unidos. Waisman nació en Nueva York y volvió con su familia a Argentina cuando tenía 3 años de edad. Tres años después, regresaron a Nueva York debido a la inestabilidad política que se vivía en Argentina. Esta pronta experiencia como migrante marcó su vida y determinó su trayectoria profesional y su interés en el campo de los derechos humanos.
Waisman realizó estudios de Máster en Derecho Internacional de los Derechos Humanos de la Universidad de Oxford. Obtuvo la calificación de Juris Doctor de la Escuela de Leyes de la Escuela de Derecho de Hastings de la Universidad de California. Además obtuvo el título de Bachelor of Arts en Ciencias Políticas de la Universidad de California en Berkeley.
Trabajó como consultora del Fondo de Poblaciones de las Naciones Unidas, como abogada del Centro de Derechos Reproductivos en Nueva York y como asociada en la firma de abogados Gray, Cary, Ware and Friendenrich en San Diego (Estados Unidos).
En el año 2001, fundó la organización internacional Women's Link Worldwide, que usa el poder del derecho para promover un cambio social que favorezca los derechos de las mujeres y las niñas, en especial, de aquellas que enfrentan múltiples inequidades.

## Reconocimientos
Waisman fue galardonada con el Premio Derechos Humanos 2016 del Consejo General de la Abogacía Española por su lucha contra la injusticia y la defensa de los Derechos Humanos. Este premio se concede a personas, instituciones y profesionales o medios de comunicación que se distingan por su aportación a la defensa de los Derechos Humanos.
En 2016, entró a formar parte de la asociación de emprendedores y emprendedoras sociales de Ashoka, una organización que se dedica a reconocer el impacto de algunas personas en campos como los derechos humanos, el desarrollo económico, la educación, el empleo, el medio ambiente, la participación ciudadana y la salud.
En 2018, recibió el V Premio Derecho y Sociedad de Roca Junyent el 22 de junio de 2018. Este premio reconoce la trayectoria las personas dedicadas a la defensa de los Derechos Humanos. Ese mismo año, fue incluida en el Top 100 de las mujeres líderes de España otorgado por Mujeresycia, un galardón reconoce el talento femenino en diferentes áreas de la sociedad y su aportación a la misma.

## Publicaciones
- Coordinadora y editora: Women of the World: Laws and Policies Affecting Their Reproductive Lives Anglophone Africa (1997)[14]
- Autora de algunos de los capítulos de Mujeres tras las rejas: Ley del Aborto en Chile, un análisis desde los derechos humanos (1998).[15]
- Bridging the Divide: Women's Access to Justice (2002)[16]
- Editora: Reproductive Rights 2000 Moving Forward (2003)[17]
- Human Trafficking: State Obligations to Protect Victims' Rights, the Current Framework and a New Due Diligence Standard (2010)[18]
- The Prosecution of Sexual and Gender Crimes in the National Courts of Argentina (2017).[19]